# Hospital Bombers
Hospital Bombers is een Amsterdamse band. Hospital Bombers bestaat uit vier bandleden en speelt voornamelijk gitaarpop.

## Biografie
Hospital Bombers ontstond toen zangeres Marloes van Asselt uit de band Norma Jean stapte. De overgebleven bandleden lijfden hierop Susanne Linssen van Seedling in en hernoemden de band naar Hospital Bombers. In 2006 verscheen de eerste ep van de band, onder de titel Devil's fingers. Kort hierop tekende de groep een platencontract bij Excelsior Recordings. Bij deze platenmaatschappij verscheen op 10 december 2007 het debuut van de groep, getiteld Footnotes. In maart 2008 stond de band op het SXSW-festival in Austin, Texas. In juni keerden ze terug voor een nieuwe reeks optredens.
In augustus 2009 bracht de band de single Butterflies uit en stapte bassist Remco Mooijekind uit de band. Hij werd om en om vervangen door Djurre de Haan, die ook bekendstaat als Awkward I en eerder inviel bij Alamo Race Track, en Geert de Groot van Scram C Baby. Hierna werd Jan-Pieter van Weel, die ook speelt bij Uinko Eerensteijn en de band Spilt Milk, de nieuwe bassist. In 2012 verscheen het album At Budokan.

## Bandleden
- Jan Schenk - gitaar, zang
- Susanne Linssen - viool, keyboard, zang
- Marc van der Holst - drums
- Jan-Pieter van Weel - basgitaar

### Ex-leden
- Remco Mooijekind - basgitaar

## Discografie

### Albums
| Album met eventuele hitnotering(en) in de Nederlandse Album Top 100 | Datum van verschijnen | Datum van binnenkomst | Hoogste positie | Aantal weken | Opmerkingen   |
| ------------------------------------------------------------------- | --------------------- | --------------------- | --------------- | ------------ | ------------- |
| Devil's fingers                                                     | 2006                  | -                     |                 |              | ep            |
| Footnotes                                                           | 10-12-2007            | -                     |                 |              |               |
| Subbacultcha! Fall 2008                                             | 2008                  | -                     |                 |              | Verzamelalbum |
| At Budokan                                                          | 2012                  | 21-01-2012            | 71              | 2            |               |

### Singles
| Single met eventuele hitnotering(en) in de Nederlandse Top 40 | Datum van verschijnen | Datum van binnenkomst | Hoogste positie | Aantal weken | Opmerkingen |
| ------------------------------------------------------------- | --------------------- | --------------------- | --------------- | ------------ | ----------- |
| Butterflies                                                   | 2009                  | -                     |                 |              |             |

## Trivia
- Jan Schenk produceerde ook het debuut van The Moi Non Plus en Beachyhead van The Heights.
- Drummer Marc van der Holst is tevens striptekenaar van de strip Spekkie Big.